# アビー・ロード・スタジオ

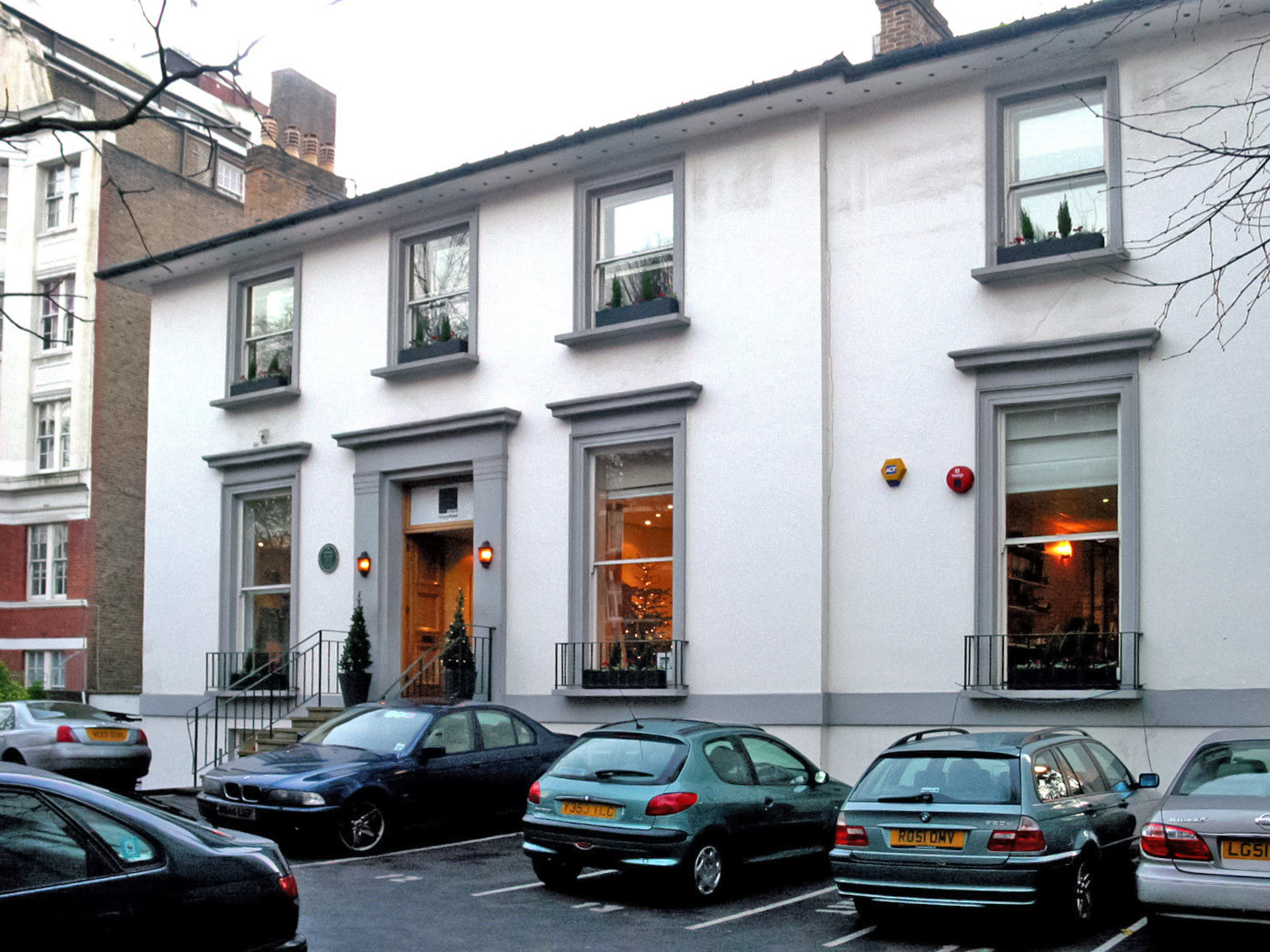
2005年12月撮影のアビー・ロード・スタジオの外観

アビー・ロード・スタジオ（Abbey Road Studios）は、イギリスのレコード会社EMIによって1931年11月に開設されたロンドンの録音スタジオ。ビートルズやクリフ・リチャード、ピンク・フロイド、シャドウズなどが録音を行ったスタジオとして有名である。スタジオはウェストミンスターのセントジョンズ・ウッドにあるアビイ・ロードに位置する。

## 概要
1831年にジョージ王朝風建築のタウンハウスとして作られた建物は、1931年にグラモフォン社によって購入され、スタジオに改築された。グラモフォン社はコロムビア・レコードと合併しEMIとなり、スタジオはその後1970年代にアビー・ロード・スタジオと改名するまで、EMIレコーディング・スタジオ（EMI Recording Studios）という名称だった。スタジオ近隣の家々も同社によって所有され、ミュージシャンの宿泊に使用された。
1931年11月12日はオープン・セレモニーがとり行われ、英国楽壇の重鎮であったサー・エドワード・エルガーがロンドン交響楽団を指揮、英国第二の国歌とも呼ばれる「希望と栄光の国（Land of Hope and Glory）」（行進曲「威風堂々」第1番の中間部の旋律）の演奏をおこなった。なお同スタジオの初録音は前日の11日より録音が始められたエルガー指揮ロンドン交響楽団による交響的習作「フォールスタッフ」（Symphonic Study in C minor "Falstaff" Op.68）である。
当初から今に至るまで、最も広い第一スタジオは主にオーケストラやオペラなどの収録に、中間の第二スタジオは軽音楽等に、最も狭い第三スタジオは少人数のアコースティック・ナンバーや効果音などの収録に使われることが多い。
第二スタジオは1958年にクリフ・リチャードとドリフターズ（後にクリフ・リチャードとシャドウズとなる）が「ムーヴ・イット」（恐らく最初のヨーロピアン・ロックン・ロールのシングル）を録音したときからロックの中心となった。スタジオは「ロックン・ロール」が「ロック」へと変化するのを目撃した。
1958年から63年の間にクリフ・リチャードとシャドウズはスタジオを若返らせ、協定を破って徹夜のレコーディング・セッションを行い、新しい録音技術を可能とした。彼らは大きくヘビーなギター・ミュージックにスタジオを開放し、よりポップな音楽を演奏するビートルズがスタジオを容易に使えるようにした。ビートルズはクリフ・リチャード同様にこのスタジオから大きな成功を成し遂げた。1960年代初期から中期にかけてビートルズと、クリフ・リチャードとシャドウズはスタジオの共同オーナーのようになり、録音時間に関して親しみを込めて争った。
1968年、EMIが自社スタジオでの使用を目的として開発したミキシング・コンソールTG12345を導入、ビートルズの『アビイ・ロード』やピンク・フロイドの『狂気』等のレコーディングに使用された。
1969年、ビートルズがスタジオの前の通りに因んで『アビイ・ロード』を発表（アルバムのジャケット写真はスタジオのすぐそばにあるアビー・ロードの横断歩道で撮影された）。それ以後「アビー・ロード・スタジオ」と呼ばれるようになり、後にAbbey Road Studiosと改名された。
シャドウズはビートルズの『アビイ・ロード』のパロディとして、ジャケット写真を真似た『Live At Abbey Road』を発表した。第二スタジオはまたピンク・フロイド、ホリーズ、マンフレッド・マン、シーカーズ、ジェリー&ザ・ペースメーカーズ、マーティン・ブライリー他多くのミュージシャンも使用した。
ちなみにポール・マッカートニーはビートルズを離れた後、最も親しみ慣れて使い勝手の分かっている第二スタジオを、そっくりそのまま自宅に再現して使用している。
買収騒動
2010年2月、EMIは運営が困難なためスタジオを売却する方針であると報道された。しかしこの報道後スタジオ存続を願う人々や団体による反響が大きくなり、ポール・マッカートニーのメッセージやナショナル・トラストによる保存の意欲なども報じられた。数日後、EMIは買収計画を見直すと一部の報道機関が伝えた。
なお、スタジオを所有しているEMIグループが現在経営難に陥っているのは事実であり（2007年には英系投資会社に買収されている）、再建の試みも不調で、またレンタル料の高さから運営が苦しいため、今後もEMIが恒久的にスタジオを保有し続けられるかどうかは依然として不透明である。

## 横断歩道の文化遺産指定

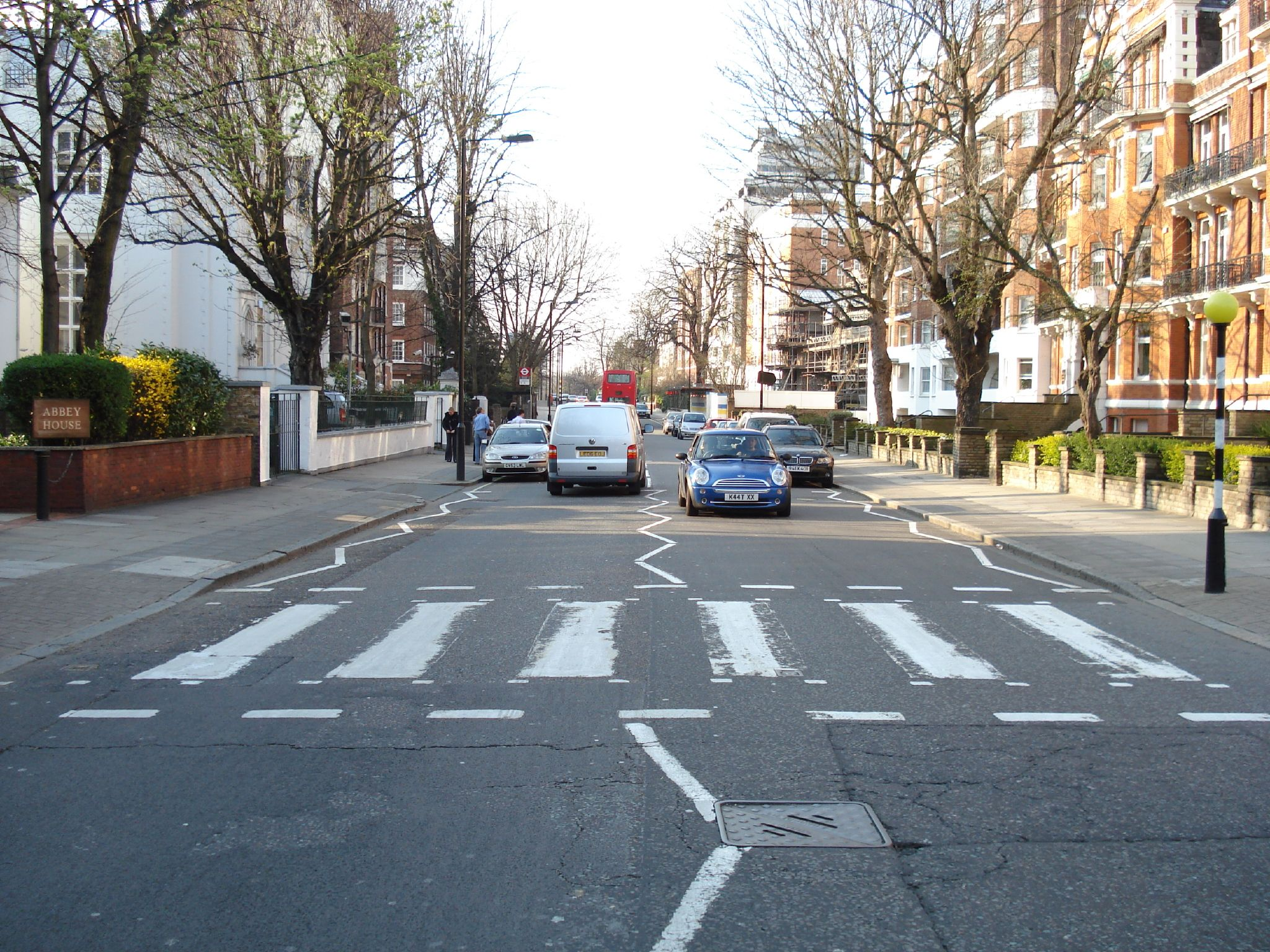
英国の文化財に指定されたアビイ・ロード横断歩道

前述したスタジオ前の横断歩道は、世界中から多くのビートルズファンが訪れる場所となり、その文化的背景から景観の保存が検討され、アルバムジャケット撮影から41年後の2010年12月、イギリス政府により、この横断歩道は英国の文化的・歴史的遺産の指定を受けた。建物以外が指定されるのは初の事例である。

## 映画音楽
アビー・ロード・スタジオは映画音楽の録音を1980年にアンヴィル・ポスト・プロダクションとの契約を結んだときから始めた。ここで録音された映画音楽は、アンヴィル - アビー・ロード・スクリーン・サウンドと呼ばれた。この協力関係は、コルダ・スタジオが取り壊されアンヴィルが新しいスタジオを探す必要が生じたときから始められ、1984年にEMIがソーンと合併しソーンEMIとなったときに終了した。
アンヴィルとの協力関係終了後も、アビー・ロードでの映画音楽ビジネスでの成功は継続した。1980年以降に同スタジオで録音された作品は以下の物を含む。
- 『レイダース/失われたアーク《聖櫃》』 - Raiders of the Lost Ark (1981)
- 『スター・ウォーズ エピソード6/ジェダイの帰還』 - Star Wars Episode VI: Return of the Jedi (1983)
- 『レディホーク』 - Ladyhawke (1984)
- 『未来世紀ブラジル』 - Brazil (1985)
- 『眺めのいい部屋』 - A Room with a View (1985)
- 『エイリアン2』 - Aliens (1986)
- 『シェルタリング・スカイ』 - The Sheltering Sky (1990)
- 『銀河ヒッチハイク・ガイド』 - The Hitchhiker's Guide to the Galaxy (2005)